# セロビオース
セロビオース(D-Cellobiose)は、グルコース2分子がβ1、4結合でつながった二糖で、化学式はC12H22O11。セルロースをセルラーゼで分解すると生じる。CAS登録番号は528-50-7。
水に溶けにくい結晶性粉末で、わずかに甘みを呈する。オリゴ糖の一種であり、整腸作用を有する。
従来の、セルロースを分解する方法ではコストがかさんでいたが、2002年8月にはスクロースから合成する方法が報告されている 。

## アミロースの合成
2005年3月17日、江崎グリコはセロビオースに5種類の酵素を作用させることによりアミロースを生産することに成功したと発表した。
セロビオース及び酵素の量産化技術がまだ確立しておらず、アミロースの生産効率も35%とまだ低いなど課題は多いが、実用化できれば将来の食料危機解消の切り札となる可能性がある。